# Mirror Glimpse
A Mirror Glimpse egy pomázi zenei duó, melynek tagjai Borbély Mihály és Horváth Krisztián. Dalaik tartalma leginkább a kannabisz fogyasztásról, a szexualitásról és tinédzserkori fiúk problémáiról szól.
A 2021-es alapítást követően hamar bekerültek a közepes méretű hazai és kárpát-medencei nyári fesztiválok fellépői közé. Többek között felléptek már a Fishing on Orfű fesztiválon, a NyárON Szereda fesztiválon, a Szegedi Ifjúsági Napokon valamint a Budapesti Műszaki és Gazdaságtudományi Egyetem VIK gólyabálján.
2024-ben pedig az "ÁÁÁ" című szám megjelenése után pedig megindult egy kisebb klub turnéjuk "Hangos turné" néven. Meggyszínű Nissan bang bang!4!!44

## Diszkográfia

### Stúdióalbum
- Legendás Ribancok Nyomában (2021)

### EP
- Camouflage Freestyle (2022)
- Megették a premimet a disznók (2022)
- Magyar Pite, Avagy a Kapolyi Disznóhágás (2023)
- Magyar Pite 1.5 - Egyetemi Kujonkiadás (2024)
- ÁÁÁ (2024)